# Joc de plegar el cordill
El joc de plegar un cordill (també anomenat "bressolet de la Mare de Déu" en algunes contrades, o simplement el joc del cordill, o el cordill) és un joc de mans basat en un cordill, o similar, tancat i nuat formant baga. El cordill cal disposar-lo entre les dues mans del jugador que comença formant una figura. Un segon jugador "plega" la figura i, estirant i desfent la figura inicial, en forma una altra amb el cordill estirat entre les seves mans. De forma reiterada cada jugador van presentant les figures a l'altre fins que, per manca d'habilitat o de coneixements, la figura es desfà o un jugador no sap continuar.

## Forma de jugar
El primer que cal és disposar d'un cordill, cordonet o similar adequat d'una llargària d'un metre, aproximadament. Els cordills massa prims o massa rugosos no van bé. Amb un nus senzill s'uneixen els caps del cordill formant una baga.
El jugador que comença introdueix les mans en la baga i, tot sol, forma una figura amb el cordill. Aquesta figura inicial acostuma a recordar un bressol invertit, però hi ha diferents variants.
Presentada la figura a un segon participant, amb les mans separades i exercint una tensió moderada sobre el cordill, el nou jugador l'ha d'anar plegant amb els dits (el jugador inicial va col·laborant, afluixant la tensió del cordill quan calgui). Si se segueix una acció correcta i possible, el moviment resulta amb una nova figura del cordill entre les mans del segon participant.
Cada figura té una denominació popular. En una de les variants més conegudes la figura final (perquè no es pot plegar) és la de les "potes de gall".